# 창랑호 납북 사건
창랑호 납치 사건(滄浪號拉致事件)은 1958년 2월 16일에 대한항공의 전신인 대한국민항공사의 여객기가 경기도 평택시 상공에서 북한의 공작원에 의해 납치된 사건이며 대한민국 역사상 최초의 항공기 납치 사건이다.

## 개요
1958년 2월 16일 부산발 서울행 대한국민항공사 소속 창랑호(당시 기종 : 더글러스 DC-3, 등록부호:HL106) 여객기는 기장 윌리스 P. 홉스와 부기장 매클래런 미국 공군 중령이 조종을 맡았으며 승객 29명(성인 28명과 어린이 1명)과 승무원 3명 및 미군 군사고문단원 중령 1명(비공식승무원) 등 34명을 태우고 오전 11시 30분 부산비행장에서 이륙한 후 경기도 평택 상공에서 납치되어 북한의 평양 순안 국제공항에 강제 착륙당했다.
특히 승객 중에는 창랑호 기장인 홉스 등 미국인 2명과 독일인인 요한 리트히스 부부 등 외국인 4명이 포함돼 있어서 주한 미국대사관과 독일대사관이 승객송환을 위해 적극적인 활동을 벌였으며 북한은 언론기관을 통해 "대한국민항공사가 '의거월북'(자신의 의지로 군사분계선을 넘음)했다"고 거짓 발표했다.
한편 대한민국 경찰은 같은달 20일 북한 공작원인 김택선·길선 형제, 김순기, 최관호, 김형 등 5명이 납치범(월북 동행자 김애희, 김신자 포함 7명)이라고 발표한 뒤 닷새 후인 25일에는 기덕영 등 3명을 사건의 공작과 배후공작의 혐의로 체포했고 이후 재판에 회부된 3명 중 기덕영만 간첩 및 강도상해죄 등으로 무기징역을 선고받았고 나머지 2명은 석방되었다.
그리고 대한민국 정부는 2월 22일 국회에 북한의 만행을 규탄하는 결의를 행하고 UN군에 참가한 16개국에 대해 협력을 요구하는 메시지를 보냈으며 이를 받은 UN군은 2월 24일의 군사정전위원회에 수석대표가 승객과 승무원, 기체의 조속한 송환을 북한에 요구하여 1958년 3월 8일 납치범으로 생각되는 7명을 제외한 모든 승객과 승무원을 포함해 총 26명을 대한민국에 돌려보냈다.
그리고 북한 측은 창랑호에 탑승한 모든 인원에 대해 세뇌를 실시했으며 이에 협조적이지 않은 일부 탑승자들에게 고문을 하였다.

## 용의자
창랑호 납북의 총책임자 기덕영의 조종 하에 공작원 김택선/길선 형제와 김순기, 최관호, 김형 등 5명(월북동행자 김애희와 김미숙(본명 김신자)을 포함 총 7명)이 납치범이라 발표하였으며, 25일에는 기덕영 등 3명을 사건의 공작과 배후 혐의로 체포하였다. 하지만 김순기, 최관호, 김형, 김애희, 김미숙은 모두 월북했기 때문에 정확한 진상을 알 수 없다.
창랑호 납북사건이 종결된 후 기덕영 등 3명은 재판에 회부되었으며, 이 가운데 기덕영은 간첩죄 이외의 죄상으로 징역 7년형이 선고되었고 다른 2명은 무죄로서 석방된다.

## 사건의 여파
창랑호의 기체는 북한으로 납북된 이후 반환되지 않아 대한국민항공사는 운행상의 커다란 타격을 받아 적자를 해소하기 위해 골치를 썩이게 되는데 당시 대한국민항공사는 만송호, 창랑호, 우남호 등 3대의 항공기로 운영을 하고 있었는데 창랑호가 납북당하기 전에 이미 1957년 7월 7일에 만송호가 부산비행장에 착륙하던 도중 기체가 크게 파손되어 전손처리된 상황에서 창랑호마저 납북으로 잃게 되어 우남호 하나만으로 항공사를 운영해야만 했기 때문에 적자는 어쩔 수 없게 되었다. 
이에 대한국민항공사는 결국 1959년 4월 22일에 큰 돈을 들여 DC-3기 1대를 추가 도입하여 그날로 국내선에 투입했고 1959년 7월 28일에는 미국 록히드사에서 콘스틀레이션 749A 4발 여객기 1대를 임차하여 국내선과 국제선에 병용 취항하여 도입 20여일만에 50명의 유학생을 태우고 태평양을 횡단하며 서울 ― 시애틀간을 부정기 운항하기도 하였다.
하지만 그럼에도 불구하고 대한국민항공사는 만송호의 전손처리와 창랑호의 납북으로 인해 발생한 적자를 끝내 해소하지 못한 바람에 1961년 7월 16일에 대한국민항공사의 창업주이자 사장인 신용욱 대표가 한강에 투신자살을 했으며 결국 대한국민항공사는 1961년 11월 13일 폐업된 뒤 대한항공으로 개편되었다.

## 관련 인물
- 신용욱
- 김기완 (김재권)